# Copenhagen Records
Copenhagen Records je dánské hudební vydavatelství, které vzniklo 5. ledna 2004. Label založili původní zaměstnanci dánské sekce EMI (EMI Recorded Music Denmark), kteří chtěli dopřát autorům více umělecké svobody. Zastřešuje umělce různých od popových zpěváků po komedianty a jejich záběr zahrnuje žánry od rocku po rap.
V září roku 2011 koupila vydavatelství společnost Universal Music Group a udělala z Copenhagen jedno ze svých samostatných labelů.

## Historie
V roce 2003 vlastnila společnost EMI díky předchozí akvizici dánského vydavatelství Medley Records 40% podíl na dánském hudebním trhu. V únoru roku 2004 se však Michael Ritto, původní zakladatel Medley Records, rozhodl odejít z EMI. Následovali ho i vedoucí dánské A&R sekce Nick Foss a bývalý generální ředitel Capitol Records a Medley Records Mik Christensen. Oba tito pánové pracovali pro EMI devatenáct let a měli v plánu vytvořit vlastní firmy, ovšem Ritto je během své funkce přesvědčoval, aby své plány odložili.
Vydavatelství založili Jakob Sørensen, bývalý obchodní ředitel Medley Records, a Christian Backman, vedoucí A&R sekce stejného vydavatelství. K nim se 1. dubna 2004 připojili Foss a Christensen. Druhý jmenovaný uvedl, že Copenhagen records se zaměřilo na „nábor a výchovu kvalitních dánských umělců. Prodeje dánských umělců se v Dánsku nepropadly tolik jako mezinárodních autorů.“ Záměrem vydavatelství též bylo stát se silným konkurentem zavedených nadnárodních vydavatelů na dánském trhu.
V roce 2008 z vydavatelství odešli Foss i Christensen, kteří spolu založili nové vydavatelství Mermaid Records, které je z většiny vlastněno Sony Music Entertainment Dánsko. V roce 2013 odešli i Sørensen a Backman a výkonným ředitelem se stal Torben Ravn, který ve vydavatelství působil na postu ředitele výroby od roku 2007.

## Aktivní umělci
- Agnes
- Alex Vargas
- Alexander Brown
- Alphabeat
- Apollo
- BOY
- Burhan G
- Caroline Henderson
- Carpark North
- Celina Ree
- De Eneste To (D.E.T.)
- Eivør
- Eric Gadd
- Hedegaard
- Fabian Mazur
- Freddy Wexler
- Jasmin
- Joey Moe
- Le Kid
- Lightwave Empire
- Lukas Graham
- Nephew
- Nexus Music
- Nik & Jay
- Noah
- Patrick Dorgan
- Rune Klan
- Saveus
- Selvmord
- Scarlet Pleasure
- Sebastian Øberg
- Spleen United
- Stine Bramsen
- Studio Killers
- Thanks
- Veronica Maggio
- Years & Years

## Bývalí umělci
- Cæcilie Nordby
- Flødeklinikken
- Hanne Boel
- Jinks
- Johnny Deluxe
- Laust Sonne
- Mads Langer
- Niarn
- Rock Hard Power Spray
- Sanne Salomonsen
- Silja
- Siná (umělec)
- Thomas Dybdahl
- Thomas Holm
- Tim Christensen
- Turboweekend